# 頭人
頭人（とうにん）とは、鎌倉幕府・室町幕府における職名。
鎌倉時代中期に設置された引付方においては、3つもしくは5つの「方」と呼ばれる部局が設けられ、それぞれの「方」の長を頭人と呼んだ。頭人はそれぞれの方に属する引付衆や奉行人を指揮して訴訟を進行した。一方、既存の幕府の機関では別当ー執事ー所司といった指揮系統が存在していたが、北条氏の得宗が侍所を掌握するため、別当を執権が兼ね、側近や御内人を頭人としてその下に置くことで御家人の統制を行った。
室町幕府には別当職が置かれなかったため、侍所は頭人（所司）が長官となり、政所・問注所でも頭人（執事）が長官を務めた。また、室町幕府において新設された機関は「方」と称されて、頭人がその長官として設けられるようになっていく。例えば、僧侶を監督する禅律方、京都の土地を管轄する地方、伊勢神宮の修繕を管轄する神宮方、そして庭中方・越訴方・内奏方・仁政方などの各種訴訟機関がこれにあたり、いずれも頭人が長官となった。